# فرانشيسكو دوناتو
فرانشيسكو دوناتو (بالإنجليزية: Francesco Donato)‏ (و. 1468 – 1553 م) هو من جمهورية البندقية . ولد في البندقية .
توفي في البندقية، عن عمر يناهز 85 عاماً.

## مناصب
تولى منصب Doge of Venice (24 نوفمبر 1545–23 مايو 1553) .